# Hakoah
Jødisk Idætsforening Hakoah er en jødisk idrætsklub i København stiftet 12. oktober 1924 af Falk Meyer Rudaizky, Simon Sachnovsky, Eliser Schavlov og Nathan Farberoff.
Navnet Hakoah, som anvendes af mange jødiske idrætsklubber verden rundt. Ordet kommer af Hakoah-stjernen, der består af de tre hebræiske bogstaver, hei, kaf og chet, der tilsammen udgør navnet Hakoah, der direkte oversat betyder styrke eller kraft. Idrætsforeningen har og har haft fodbold, bowling, basketball, håndbold, bordtennis, brydning, tennis og gymnastik på programmet.
I 1932 vandt Abraham Kurland klubbens første Danmarksmesterskab, da han vandt guld i græsk-romersk letvægt i brydning. Samme år vandt han sølv ved de Olympiske Lege i Los Angeles og guld ved den første Maccabiade.
Hakoahs formand siden 2009 er Martin Norden. 

## Eksterne links
- Hakoahs hjemmeside